# Тангаур (Кугарчинский район)
Тангаур (баш. Дүңгәүер) — деревня в Кугарчинском районе Республики Башкортостан Российской Федерации. Входит в состав Исимовского сельсовета. 

## География

### Географическое положение
Расстояние до:
- районного центра (Мраково): 33 км,
- центра сельсовета (Исимово): 8 км,
- ближайшей ж/д станции (Мелеуз): 98 км.

## Население
| 2002 | 2009 | 2010 |
| ---- | ---- | ---- |
| 41   | ↘17  | ↘6   |

Национальный состав
Согласно переписи 2002 года, преобладающая национальность — башкиры (78 %).